# HK Kometa Brno
HK Kometa Brno (tjekkisk:  HC Kometa Brno) er en professionel Tjekkisk ishockeyklub fra Brno, der spiller i Tjekkisk Extraliga. Klubben har tidligere vundet fire tjekkoslovakiske mesterskab. Klubben er indehaver af rekorderne for flest vundne tjekkoslovakiske/Tjekkiske mesterskaber (11 i alt, heraf 1 i træk) og flest vundne Europa Cup-titler (3). Holdet er

## Historie
Klubben blev grundlagt i 1953 som en afdeling af Rudá hvězda Brno.

## Titler og placeringer

### Československá první liga
- Vinder (11): 1954-55, 1955-56, 1956-57, 1957-58, 1958-59, 1959-60 1960-61, 1961-62, 1962-63, 1963-64, 1964-65, 1965-66.
- Nr. 2 (4): 1953-54, 1967-68, 1968-69, 1970-71.
- Nr. 3 (3): 1946-47, 1962-63, 1963-64.

### Extraliga
- Vinder (1): 2016-2017.
- Nr. 2 (2): 2011-2012, 2011-2012.

### Europæiske resultater
Mesterholdenes Europa Cup i ishockey
- Finalist (3): Finalist 1970, 1977.

Spengler Cup
- Vinder (1): 1955

## Trænere
- Vlastimil Bubník (1954)
- Vladimír Bouzek (1955–72)
- Libor Zábranský (2016-2017)